# Plymouth Sundance
Der Plymouth Sundance war eine vom US-amerikanischen Automobilhersteller Plymouth von 1986 bis 1994 produzierte Frontantriebs-Limousine der unteren Mittelklasse.
Der Sundance basierte auf der P-Plattform des Chrysler-Konzerns (einer verkürzten Variante der K-Plattform) und war damit Schwestermodell des Dodge Shadow, von dem er sich lediglich durch minimale Details unterschied; allerdings war der Sundance, im Gegensatz zum Shadow, nicht als Cabriolet erhältlich.

## Modellgeschichte
Im Frühsommer 1986 präsentierte Plymouth den Sundance als neues, kompaktes Modell der unteren Mittelklasse mit vier Türen und Heckklappe; ein Dreitürer folgte im Laufe des Jahres. Im Angebot stand zunächst nur eine einzige Ausstattungsvariante, angetrieben von einem 2,2 l-Vierzylinder mit oder ohne Turbolader, jeweils mit Fünfganggetriebe oder Dreigangautomatik lieferbar. Ein sportlich orientiertes RS-Paket stand für den Dreitürer gegen Aufpreis zur Verfügung und umfasste unter anderem Alufelgen und Breitreifen.
1988 enthielt das RS-Paket zusätzlich Heckspoiler, Frontschürze mit integrierten Nebelscheinwerfern und Zierstreifen.
1989 erhielten alle Sundance einen neuen Kühlergrill, geänderte Heckleuchten und bündig mit der Karosserie abschließende Scheinwerfer. Der bisherige Turbomotor wurde durch einen 2,5-Liter-Turbo mit 145 PS ersetzt, zusätzlich ins Programm kam ein 2,5-Liter-Vierzylinder mit 101 PS. Das Fahrwerk des RS mit Turbomotor wurde etwas straffer ausgelegt.
1990 wurde die Ausstattung um einen Fahrerairbag ergänzt.
Ab 1991 fächerte sich das Sundance-Programm in das abgespeckte Grundmodell Sundance America, den regulären Sundance und den zur eigenen Modellvariante beförderten Sundance RS auf.
Ab Modelljahr 1992 wurde der RS durch eine Version ersetzt, die den Plymouth-Traditionsnamen Duster trug und mit drei und fünf Türen erhältlich war. Serienmäßig im Sundance Duster waren ein Dreiliter-V6 von Mitsubishi und Fünfganggetriebe.
1993 entfiel der Shadow America ebenso wie der Turbo-Motor. Ein neues Extra war ABS.
Mit dem Erscheinen des Plymouth Neon im Frühjahr 1994 wurde die Herstellung des Sundance eingestellt.

Vom Sundance produzierte Plymouth insgesamt knapp 490.000 Exemplare.

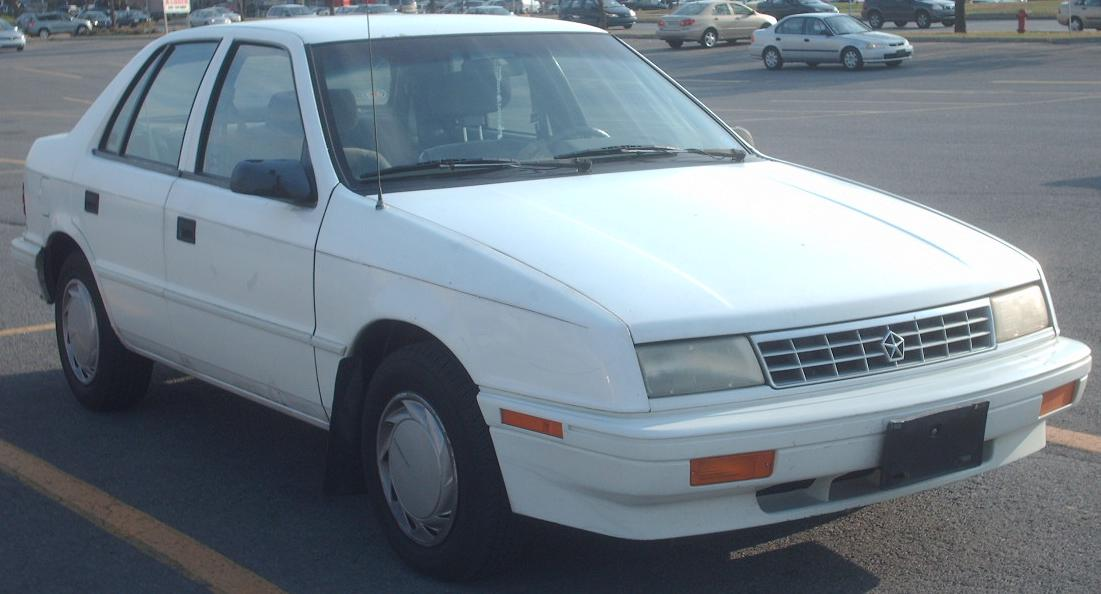
Plymouth Sundance (1989–1994)
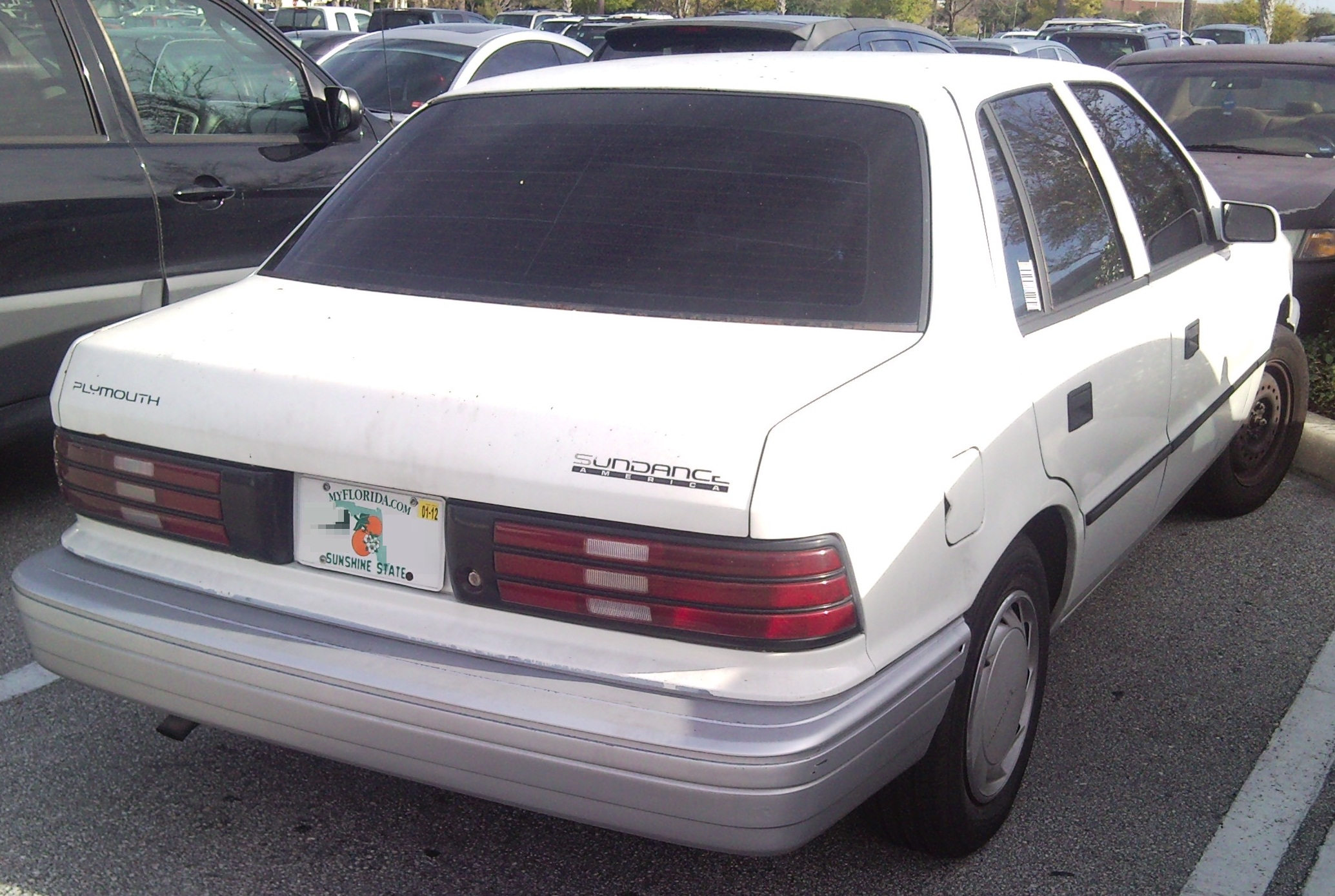
Heckansicht
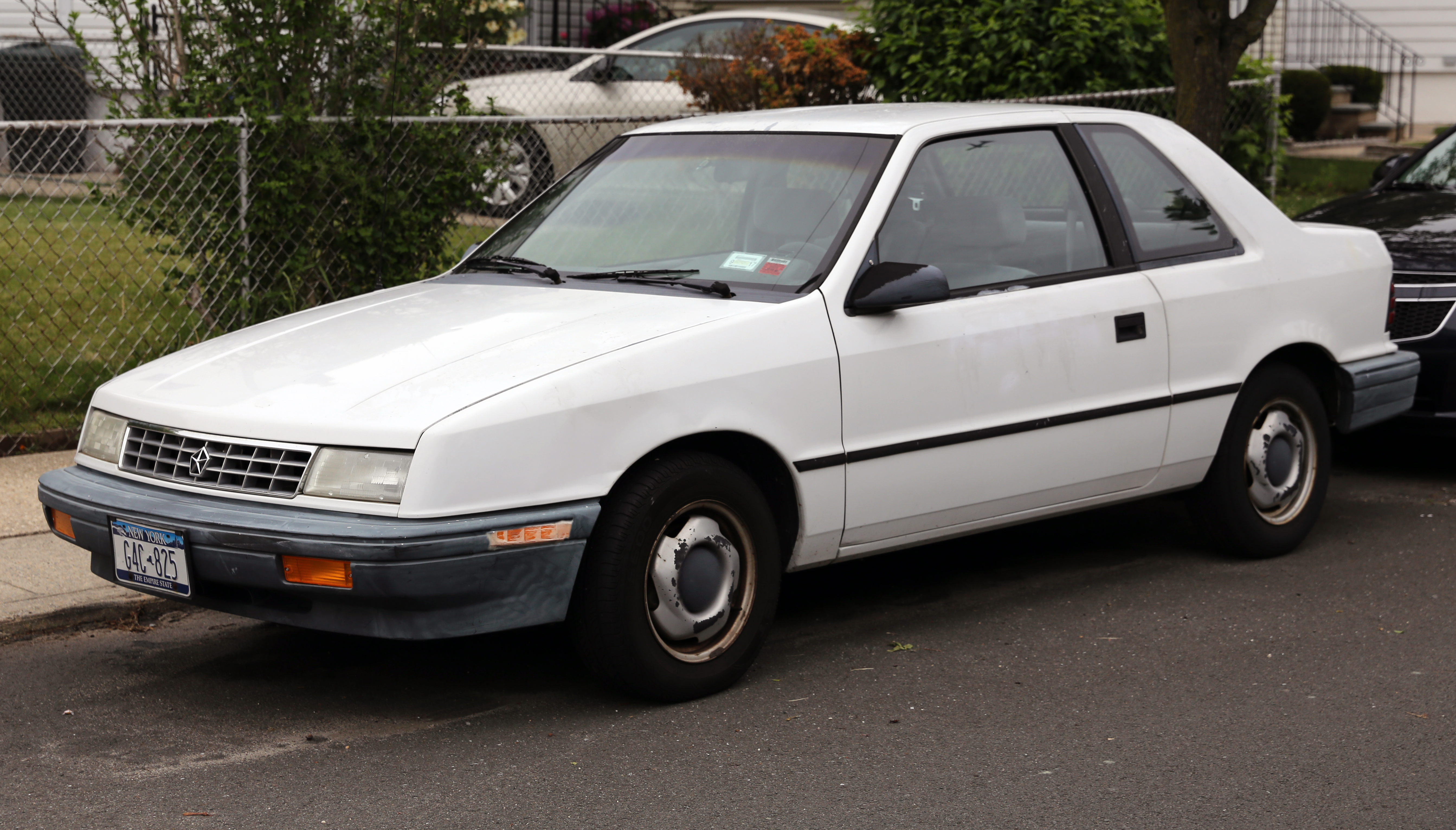
Plymouth Sundance Dreitürer
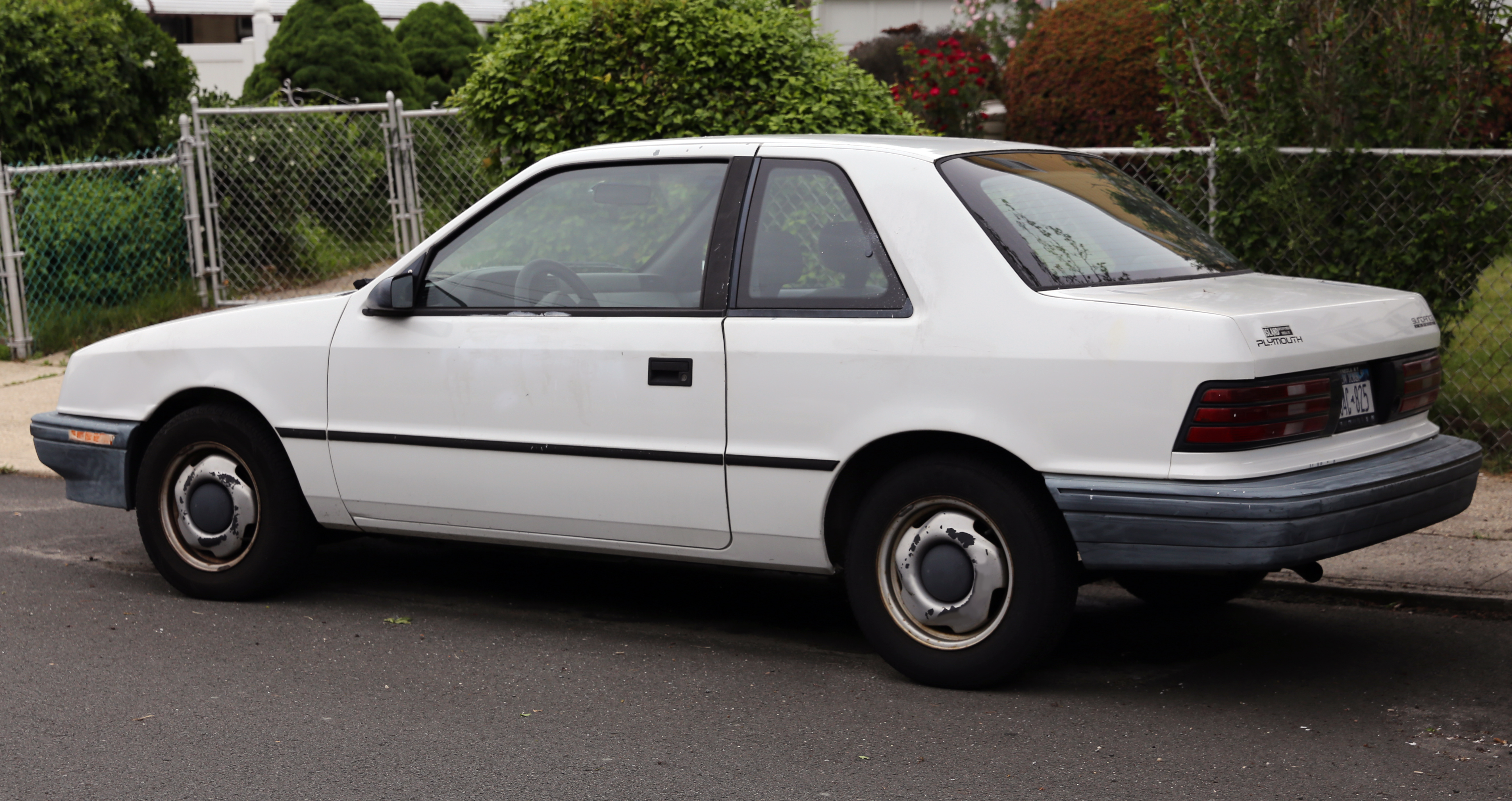
Heckansicht